# Janus Henricus Donker Curtius
Pour les articles homonymes, voir Donker.
Janus Henricus Donker Curtius (né le 21 avril 1813 à Arnhem - mort le 27 novembre 1879 à Arnhem) fut le dernier Opperhoofd, dirigeant néerlandais de l'île artificielle de Dejima dans le port de Nagasaki au Japon.
Après avoir étudié le droit à l'université de Leyde, il arriva à Dejima en 1852, et fut contemporain de l'ouverture forcée du Japon par le Commodore Matthew Perry en 1853.
Donker Curtius a dirigé la livraison en 1855 du premier navire de guerre moderne du Japon. Le bateau hollandais Soembing fut rebaptisé Kankō Maru et fut la première étape dans la création d'une marine moderne.
Il établit un traité entre les Pays-Bas et le Japon en 1856, et, en 1858, fut le dernier « Opperhoofden » à faire la visite cérémonieuse à Edo pour payer le tribut au shogun. Pendant ce dernier voyage, il réunit une collection de 111 livres sur le Rangaku, qui est aujourd'hui entreposée à la bibliothèque de l'université de Leyde.